# اچ‌ام‌اس ری (جی۷۶)
اچ‌ام‌اس ری (جی۷۶) (به انگلیسی: HMS Rye (J76)) یک کشتی بود که طول آن ۱۷۴ فوت (۵۳٫۰ متر) بود. این کشتی در سال ۱۹۴۰ ساخته شد.